# Thomas Lemmen

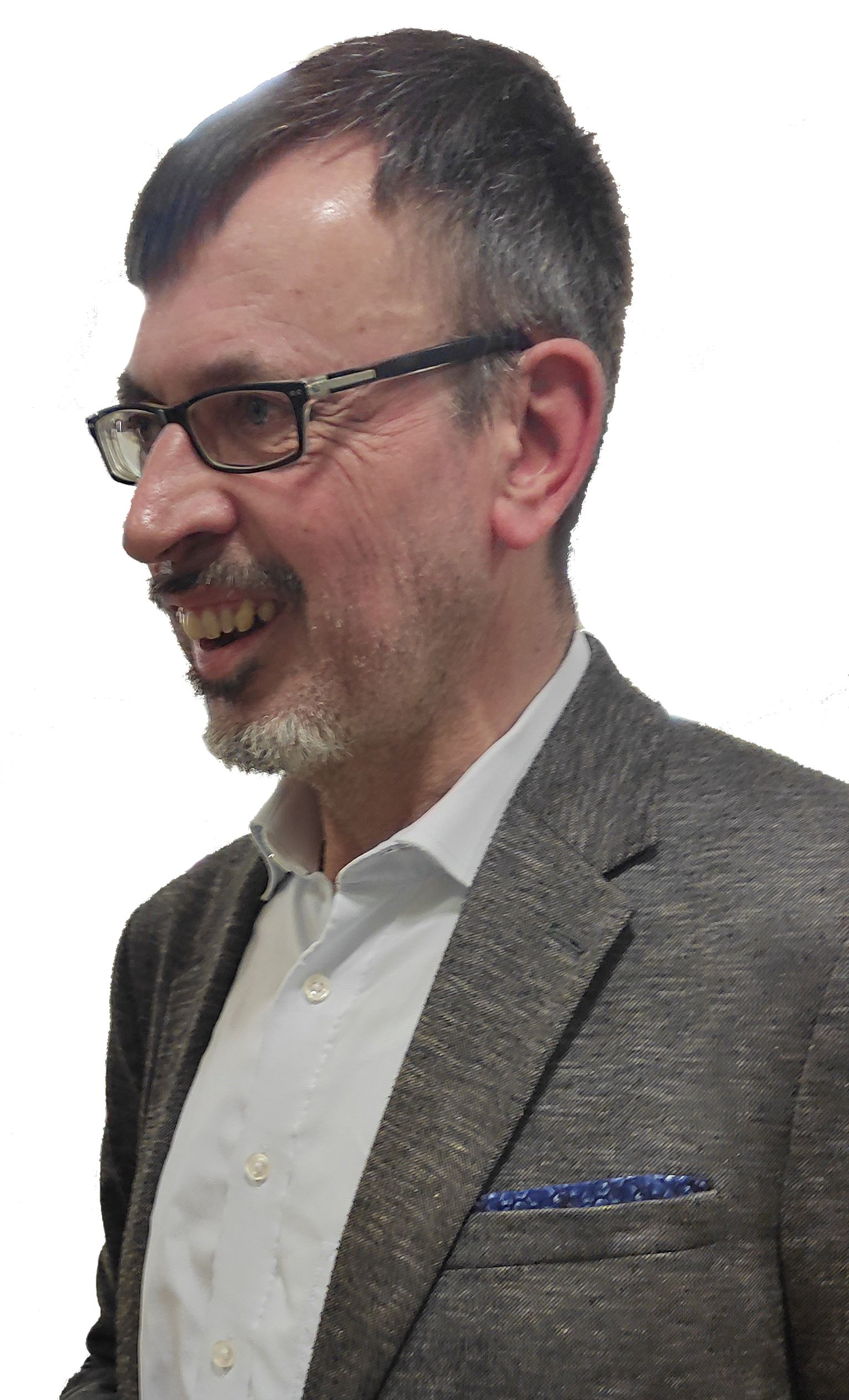
Thomas Lemmen (2023)

Thomas Lemmen (* 1962 in Würselen (damals Landkreis Aachen, heute Städteregion Aachen)) ist ein deutscher römisch-katholischer Theologe.

## Laufbahn
Lemmen studierte katholische Theologie mit missionstheologischer Spezialisierung in Bonn und Sankt Augustin sowie Islamwissenschaft in Bonn. Er erwarb Diplom und Lizentiat in katholischer Theologie. Lemmen ist Mitglied der Dominikanischen Laiengemeinschaft. In den Jahren 1985/86 war er in Nigeria aktiv.
Nach Tätigkeiten in der Ausländer- und Flüchtlingsarbeit begann Lemmen 1991 mit seiner wissenschaftlichen Arbeit zum christlich-islamischen Dialog. Ab 1992 leitete er ein Integrationsprojektes für muslimische Familien in Dormagen, war von 1995 bis 1996 Mitarbeiter im Referat für interreligiösen Dialog des Erzbistums Köln (REFIDI) und ist dort seit 2007 Referent für Islamfragen. Im Jahre 2000 promovierte er in St. Augustin mit der Dissertation Muslime in Deutschland. Eine Herausforderung für Kirche und Gesellschaft (summa cum laude). Von 2003 bis 2007 war Lemmen hauptberuflich Referent für Islamfragen im Bundesministerium des Innern. Abdem Jahr 2010 erhielt Lemmen regelmäßig Lehrbeauftraege an der Katholischen Hochschule Nordrhein-Westfalen in Köln. Zum Sommersemester 2018 berief ihn diese Hochschule zum Honorarprofessor.
Für sein Engagement im Bereich interreligiöser Dialog erhielt Lemmen 2014 den Deutschen Dialogpreis des Bundes Deutscher Dialog Institutionen (BDDI).
Thomas Lemmen ist  mit der Islamwissenschaftlerin und ehemaligen christlichen KCID-Vorsitzenden Melanie Miehl verheiratet.

## Ehrenamtliches Engagement
Seit Mitte der 1990er Jahre engagiert sich Lemmen in der Christlich-Islamischen Gesellschaft, der ältesten und größten christlich-islamischen Organisation in Deutschland. Er war dort zunächst einige Jahre stellvertretender Vorsitzender und ist seit 2001 deren (ehrenamtlicher) Geschäftsführer. Die Christlich-Islamische Gesellschaft ist Gründungsmitglied des Koordinierungsrates des christlich-islamischen Dialogs. Von 2008 bis 2010 war Lemmen dessen christlicher Vorsitzender. Im römisch-katholischen Bereich war Lemmen Mitglied der Arbeitsgruppe "Religionen und Religionsfreiheit. Menschenrechtliche Perspektiven für Politik und Kirche" der Deutschen Kommission Justitia et Pax.

## Veröffentlichungen
- Türkisch-islamische Organisationen in Deutschland, Handreichung, Altenberge 1998, ISBN 3-88733-091-9
- Islamische Organisationen in Deutschland. Friedrich-Ebert-Stiftung (Abt. Arbeit und Sozialpolitik), Bonn 2000, ISBN 3-86077-880-3
- Islamische Bestattungen in Deutschland, Altenberge 1996, ISBN 3-88733-089-7
- Islamisches Alltagsleben in Deutschland (gemeinsam mit Melanie Miehl) hrsg. vom Wirtschafts- und sozialpolitischen Forschungs- und Beratungszentrum der Friedrich-Ebert-Stiftung, Bonn 2001
- Miteinander leben. Christen und Muslime im Gespräch, (gemeinsam mit Melanie Miehl) Gütersloh 2001, 144 S.
- Muslime in Deutschland – Eine Herausforderung für Kirche und Gesellschaft Schriften des Zentrums für Europäische Integrationsforschung 46, Nomos Verlagsge-sellschaft, Baden-Baden 2001. (Dissertation)
- Islamische Vereine und Verbände in Deutschland Hrsg. vom Wirtschafts- und sozialpolitischen Forschungs- und Beratungszentrum der Friedrich-Ebert-Stiftung, Abteilung Arbeit und Sozialpolitik, 2002
- Wer kann für wen sprechen? Aktuelle Standortbestimmungen muslimischer Gemeinschaften in Deutschland In: Herder Korrespondenz. Monatshefte für Gesellschaft und Religion. 59. Jg. (2005)